# Südergoesharde

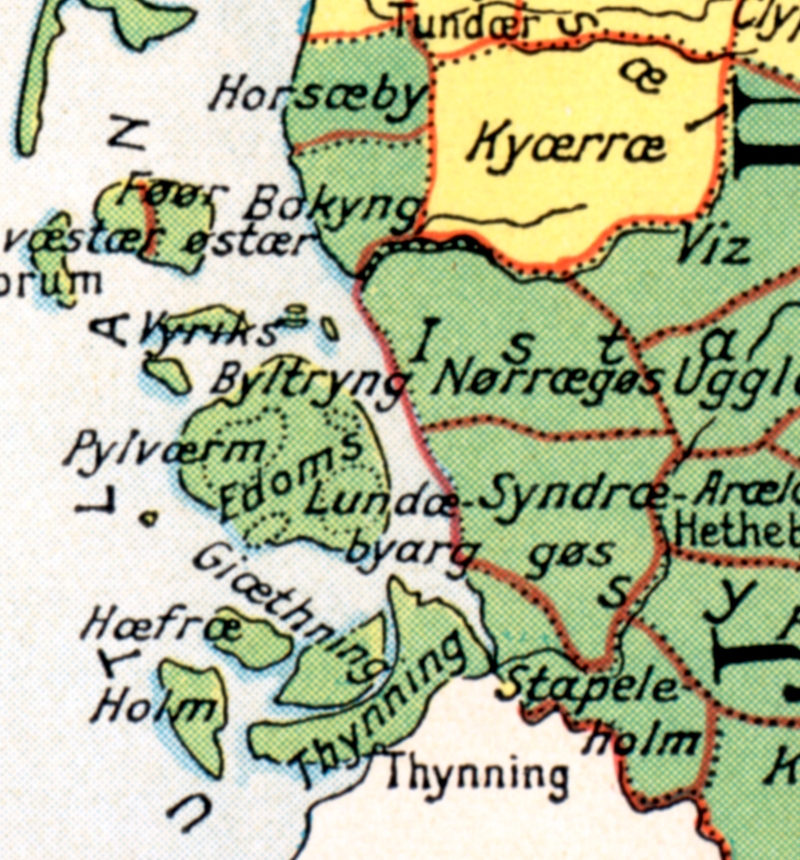
Die beiden Goesharden im 13. Jahrhundert

Die Südergoesharde (dän. Sønder Gøs Herred) ist im Kreis Nordfriesland eine Harde, die zum historischen Istathesyssel gehörte. Sie ist eine der beiden Goesharden. Die Landschaft umfasst die Stadt Husum und die ehemaligen Ämter Treene, Hattstedt sowie den südlich der Arlau liegenden Teil des Amtes Viöl. Die Tingstätte befand sich in Mildstedt.
Die Südergoesharde war bis zur Gründung der preußischen Provinz Schleswig-Holstein im Jahr 1867 ein Verwaltungsbezirk innerhalb der Ämter und Harden in Schleswig.